# 週六夜現場
《周六夜现场》（英語：Saturday Night Live，缩写为，又译作《週末夜現場》）是美国一档于周六深夜时段直播的喜剧小品类综艺节目。节目由洛恩·迈克尔斯创立，并由迪克·埃伯索尔发展。节目于1975年10月11日在全国广播公司首播，原名《NBC的週末夜》（NBC's Saturday Night）。节目由一系列讽刺恶搞当下政治和文化的喜剧小品组成，其演职人员数量众多且不断更新。因此，節目自開播以來培育出了許多優秀的喜劇演員與脫口秀主持人等喜劇人才。每集节目均有一位嘉宾担任客座主持，这位嘉宾通常要表演一段独角戏作为节目开场，同时还会与演职人员一同表演节目中其他的喜剧小品。每集节目还会邀请一位音乐嘉宾在节目中表演。每集节目一般以片头及片头字幕之前的一段冷開場小品作为开始，在小品结尾，演员会跳出角色并高喊“來自紐約的直播，這是週六夜！”（Live from New York, it's Saturday Night!），然后节目便正式开始。
洛恩·迈克尔斯于1980年离开剧组以开拓其他商机，由珍·杜曼尼亚代替其制作人的职位，仅一季之后便因观众反响不佳而再次替换为迪克·埃伯索尔，直至1985年迈克尔斯回归剧组。此后制作人一职便一直由迈克尔斯担任。周六夜现场的许多演职人员在参演节目的同时也在许多电影或电视节目中担任演员或幕后工作获得了成功。节目的其他工作人员，包括编剧等，也在节目之外的电影电视中参演或担任编剧、制作等工作，并获得了成功。
节目在全国广播公司位于GE大楼的总部的8H演播室拍摄播出，自首播以来已经播出了超过866集。节目的第44季已于2018年9月29日开播，这也使得本节目成为美国电视史上最长寿的节目之一。节目已在数个国家衍生出当地版本，包括西班牙、意大利、日本以及韩国等。一些成功的小品被拍摄成剧情片，但仅有两部电影得到好评：《福祿雙霸天》（1980）和《反斗智多星》（1992）。节目还开拓了其他方面的市场，包括发行节目精选和整季节目的DVD光盘，以及与幕后操作及节目发展相关的书籍和纪录片。
播出四十年来，《周六夜现场》收获了一系列奖项，包括36项艾美奖、2项皮博迪奖以及3项美国编剧工会奖。2000年，节目被列入“全美广播事业者联盟荣誉堂”。本节目在《电视指南》杂志2002年评选的“历史上最佳50大电视节目”中排名第10位，在《时代》杂志2007年评选的“时代杂志百大电视节目”中排名第7位。截至2013年，节目已获得171项艾美奖提名，是电视史上获提名最多的节目。节目现场直播的特殊性曾导致一些争议性片段被播出，节目也因此开始对自身内容的审查，以避免在直播过程中出现错误，并防止表演嘉宾蓄意破坏的行为。

## 发展历史
自1965年至1975年9月，全国广播公司重播了《今夜秀》的“约翰尼·卡森精选”，具体由各地的分支电视台决定周六或周日播出。而1974年，约翰尼·卡森却称希望将这档周末节目撤下，改为工作日晚间播出，以便他本人有足够的时间休假。
全国广播公司总裁赫伯特·施洛瑟（Herbert Schlosser）于是在1974年联系了负责晚间节目的副总裁迪克·埃伯索尔，要求他制作一档新节目以填补周六晚间的空档。在派拉蒙电影董事长巴里·迪勒的建议下，施洛瑟和埃伯索尔找到了当时已经获得一定成功的喜剧编剧洛恩·迈克尔斯。迈克尔斯希望创建一档以高概念喜剧小品、政治讽刺和音乐表演为特色的综艺节目，并随后和埃伯索尔一同将想法付诸实行。1975年时，迈克尔斯身边已经聚集了一批有才华的演员，包括丹·艾克罗伊德、约翰·贝鲁西、切维·切斯、简·库丁、加勒特·莫里斯、拉瑞尼·纽曼、迈克尔·奥多诺霍、吉尔达·瑞德尔和乔治·科伊等人。节目最初命名为“NBC的週六夜”（NBC's Saturday Night），而迈克尔斯希望使用的名称“周六夜现场”则已经被美国广播公司同时段的“霍华德·科塞尔周六夜现场”（Saturday Night Live with Howard Cosell）占用。全国广播公司于1976年买下这个节目标题的使用权，并在1977年3月首次正式使用“周六夜现场”这一标题。
节目于1975年10月11日首播，一经播出立即成为热门，演职人员也迅速成名。切斯在第二季时离开节目，由新人喜剧演员比尔·莫瑞填补空缺。艾克罗伊德和贝鲁西也在节目第四季结束后离开。1980年第五季结束后，身心俱疲的迈克尔斯决定暂时离开节目一年，转而寻求其他的创意。但是他担心自己离开之后节目可能会被取消，于是提议由编剧艾尔·弗兰肯、汤姆·戴维斯和吉姆·唐尼代替自己的职位。然而全国广播公司总裁弗雷德·席尔曼本身却对弗兰肯并无好感，尤其是在弗兰肯表演了一个刻薄批评自己总裁职位的小品之后更是对他心怀愤怒。他还指责迈克尔斯，认为他本不应该批准这个小品的表演。迈克尔斯不能得到所希望的合约，只得离开全国广播公司转投派拉蒙电影，并希望能够带走他的联合制片人珍·杜曼尼亚。然而杜曼尼亚已经在她的朋友、全国广播公司副总裁芭芭拉·加拉格（Barbara Gallagher）的推荐下接替了他以前的职位。迈克尔斯的离开也导致了演职人员和编剧团队中的大多数成员一同离开节目组。
节目的名声迅速成为了很多新人通往成名之路的跳板，许多胸怀大志的演员都迫切希望能够加入到节目当中。杜曼尼亚面临艰巨的任务，她必须在三个月之内完成演职人员和编剧团队的招募，而同时全国广播公司又将节目组之前每集100万美元的预算缩减至每集35万美元。她还面临节目组内部的不满和破坏，这些不满的情绪来自之前迈克尔斯时期留下来的职员，主要是男性成员，他们不相信杜曼尼亚身为女性能够有能力接替迈克尔斯的职位。这一季成为一场失败的灾难：收视率暴跌，观众也不接受查尔斯·罗基特和安·里斯利等接替原班演员的新人。当罗基特在直播时说出"fuck"一词时，杜曼尼亚的失败命运就已经确定。仅仅十个月之后，杜曼尼亚便被解雇。当时公司的主管都希望取消掉《周六夜现场》这一节目，但电视网的主管布兰登·塔奇科夫却希望保留节目，他相信节目的理念比盈利更重要。塔奇科夫转而寻求之前已经被席尔曼解雇的埃伯索尔的帮助。
埃伯索尔在任期间创造了商业上的巨大成功，但和迈克尔斯时代相比却是乏善可陈。只有演职人员中的艾迪·墨菲有突出的表现。墨菲，作为演职团队中的主要成员，于1984年离开节目组，转而投身于他当时已经有所成就的电影事业。埃伯索尔于是决定重新调整演职人员团队。与之前不同的是，他雇用了已经有所成就的喜剧演员，例如比利·克里斯托和马丁·肖特，他们能够把自己已经获得成功的喜剧素材提供给节目。埃伯索尔在任的最后一年雇用的新演员被认为是节目历史上最有趣的一批演员，但和之前迈克尔斯创立的这档惊人的节目已经偏离太远。1984年，埃伯索尔希望节目作出更大的改变，其中包括改变节目从创立之初始终坚持的“直播”这一模式。然而这些想法却没有得到电视网的同意，埃伯索尔于是在1984－1985一季结束后离开节目组。迈克尔斯担心塔奇科夫因此取消这档节目，又因他之前投资电影失利急需资金，于是于1985年重新回到节目中。
1985－1986一季，节目演员再次调整，这时迈克尔斯借鉴了埃伯索尔的想法，引进了已经有一定成就的演员，例如琼·库萨克和小罗伯特·唐尼等。节目效果并不理想，演员和编剧为节目创意苦苦挣扎。1986年4月，塔奇科夫决定取消这档节目，但是制作人伯尼·布里斯坦说服他再多宽限一年。节目得以续约，但并非如往常一样一次性续约22集，而是仅续约了13集，这也是节目历史上的首次。迈克尔斯再次解雇了大部分演员，并吸取了之前几季的教训，雇用了不知名的有才华的演员而非已经小有名气的演员。这些新雇用的演员中包括达纳·卡维和菲尔·哈特曼等人。
节目随后再次获得成功，直至卡维和哈特曼两大明星相继于1992年和1994年离开节目。时任全国广播公司西海岸总裁唐·奥米尔以及其他主管为了提高节目的收视率和盈利，纷纷开始积极插手参与节目事务。他建议节目解雇克里斯·法利和亚当·桑德勒等新人，因为他“看不懂”他们的表演。奥米尔还批评节目的直播表演过于昂贵。全国广播公司主管还希望节目能削弱迈克尔斯的地位，在一定程度上也导致节目面临公众媒体和演员内部愈演愈烈的双重批评。迈克尔斯在此期间还收到了哥伦比亚广播公司提供的高薪职位邀请他创建一个周六晚间的节目，但他并没有接受，而是坚持留在《周六夜现场》。到1995年时，法利和桑德勒都已被解雇，而节目另一位广受欢迎的演员麥克·邁爾斯也离开节目开展电影事业。代替这些人的新一批演员中包括了威尔·法洛、吉米·法伦和蒂娜·菲等人。节目之后重点集中在演员身上，编剧被要求根据演员的已有角色提供素材，之后才能创作新小品。
2005年起，节目开始以高清画质播放。进入21世纪之后，节目演职人员频繁更换，威尔·法洛、蒂娜·菲等许多任职多年的演员相继离开，而新加入的演员中则包括艾米·波勒、克里斯汀·韦格等人。2005年，孤岛乐队成员，喜剧演员安迪·萨姆伯格加入节目组，为节目开创了“周六夜现场数字短片”的全新环节，内容一般是由该集主持或音乐嘉宾和节目演员共同出演的喜剧短片，很多成为网络上的病毒视频。但随着2013年萨姆伯格离开节目组，这一环节也就此结束。

## 演职人员和工作人员

### 演职人员
1975年《周六夜现场》的首批演职人员被称作“没法进入黄金时段的演员”（"The Not Ready For Prime-Time Players"），这个说法最早由编剧赫伯·萨金特提出。首批演职人员包括拉瑞尼·纽曼、约翰·贝鲁西、简·库丁、吉尔达·拉德纳、丹·艾克罗伊德、加勒特·莫里斯和切维·切斯。其中拉德纳是迈克尔斯雇用的第一位演职人员。切斯除担任演职人员之外还签下一年期的编剧合同，但他随后拒绝了再次担任演职人员的邀请，在1976年第一季结束之后离开节目组。纽曼则是因为之前与迈克尔斯有过工作上的合作关系而被邀请加入剧组。莫里斯最初是以编剧身份进入节目组，但另一位编剧试图解雇他，迈克尔斯得知后邀请他参加试镜，结果极为成功，随即雇用莫里斯成为节目演职人员。库丁和贝鲁西是最后被雇用的两位成员。贝鲁西对电视业持蔑视的态度，曾多次拒绝其他节目的邀请，但因拉德纳以及编剧安妮·比茨和迈克尔·奥多诺霍的参与而决定加入《周六夜现场》。迈克尔斯并不情愿雇用贝鲁西，他认为贝鲁西将会给节目造成麻烦，但比茨、奥多诺霍和迪克·埃伯索尔劝说他最终同意雇用。切斯离开节目组之后，比爾·莫瑞加入节目组并代替了他的职位。迈克尔斯本计划在第一季便雇用莫瑞加入节目组，但因经费限制未能如愿。1978年，切斯回到节目担任主持时发现其他演职人员对他离开节目以及随后在节目之外获得的成功心怀不满，尤其是贝鲁西。而莫瑞在其他人的激将下，更是在节目开始之前与切斯发生肢体冲突。切斯离开节目组转而拍摄电影一事也激起了迈克尔斯对自己旗下有才华的演员的占有欲：他威胁艾克罗伊德称，如果他接受了喜剧电影《动物屋》（1978）提供的角色就要解雇他；而之后艾克罗伊德和贝鲁西于1979年离开节目组转投电影之后，二人邀请《周六夜现场》的音乐家保罗·谢弗加入自己的电影《福祿雙霸天》（1980）又遭到迈克尔斯的拒绝。尚留在节目组中的演职人员逐渐意识到切斯、艾克罗伊德和贝鲁西离开之后所获得的成功，迈克尔斯也为挽留仅剩的几位演职人员感到巨大压力。拉德纳已经拥有自己的百老汇个人秀，而莫瑞也在1979年的喜剧电影《肉丸》中担任主角。1980年，迈克尔斯决定离开节目组开发其他市场，节目最早一批演职人员中的库丁、纽曼、莫里斯、莫瑞以及其他演职人员和他一同离开。
珍·杜曼尼亚接管节目之后，观众将新演员和之前广受欢迎的最早一批演员相比较，结果是新演员并不被观众所乐意接受。迪克·埃伯索尔解雇了杜曼尼亚雇用的多数演员，只留下两位在当时并不知名的喜剧演员：艾迪·墨菲和喬·彼斯科普。节目的演员协调人尼尔·莱维（Neil Levy）声称墨菲曾联系他并恳求他给自己一个角色，而在看到他的试镜之后，莱维便向杜曼尼亚坚持要雇用墨菲而不是罗伯特·汤赛德。杜曼尼亚本来只想雇用一位黑人演员，而且她个人更喜欢汤赛德，但莱维最终说服了杜曼尼亚选择了墨菲。然而另一方面，杜曼尼亚也声称是自己最早发现墨菲的才华，并与全国广播公司的主管相抗争坚持选择了墨菲加入节目。尽管如此，墨菲在埃伯索尔接管节目之前始终只能扮演背景角色，之后他才获得了一个时代的成功。墨菲一夜成名，很快就开始出演在《48小时》和《运转乾坤》等电影。1984年，墨菲离开节目组开始了他的电影事业。埃伯索尔时期的大部分演职人员在1983－1984一季结束之后都离开了节目组，在之后取而代之的是一些已经有一定成就的喜剧演员。他们能给节目提供自己的表演素材，但相对花费也更高。这一批演职人员中的比利·克里斯托和马丁·肖特每集的酬劳分别是25,000美元和20,000美元，远远高于之前的演职人员的酬劳。
迈克尔斯于1985年回归节目组，重新调整了演职人员，加入了一些已经有所成就的有才华的演员，包括小罗伯特·唐尼、乔恩·洛维兹和丹尼斯·米勒等。然而这一季却反响惨淡。1986年，演职人员再次调整。迈克尔斯吸收之前一季的教训，没有使用已经成名的演员，而是着眼于实际能力挑选演员。他只留下了洛维兹、米勒和诺拉·邓恩，其他演职人员全部被撤换为缺乏经验的新人，如达纳·卡维、菲尔·哈特曼和珍·胡克斯，这些人在1990年代初期开启了节目的全新时代。这一批演职人员一直在节目延续到下一个年代，其间又加入了如麥克·邁爾斯、亚当·桑德勒和克里斯·法利等新人。迈克尔斯雇用了过量的演职人员，以防止有演员离开节目组，这也导致有经验的演员和新人之间出现断层，促使演员之间为争夺有限的出镜时间而相互竞争。到1995年时，卡维和哈特曼均已离开节目组，同时也带走了一系列其个人专属的角色；迈尔斯退出了节目组发展电影事业；电视台也对迈克尔斯施压要求他解雇山德勒和法利。节目于是再次调整演职人员，加入了包括威爾·法洛、蒂娜·菲和吉米·法伦等在内的新人。
2000年起，节目的演职人员频繁轮换。多名演员在数年内加入节目组，而2006年又因预算原因裁员。克里斯·帕内尔于2000年因节目预算问题而被解雇，一年之后又被重新雇用，2006年又再次被解雇。威尔·法洛于2002年离开节目开拓电影事业。艾米·波勒在蒂娜·菲多次邀请之后于2001年加入节目，并立刻得到观众好评，之后于2008年离开并参与主演了喜剧《公园与游憩》。而蒂娜·菲则于2006年离开节目。2013年时，节目组再次对演职人员团队进行大调整，包括比尔·哈德尔（2005年加入）、杰森·苏戴奇斯（2005年加入）、克里斯汀·韦格（2005年加入）和弗莱德·阿米森（2002年加入）等长期在节目中任职的成员离开节目，而另有六名新成员加入以弥补空缺。2013年，节目因缺乏非裔女性演员而受到争议。2014年，节目组雇用非裔女喜剧演员萨希尔·泽玛塔，以回应相关争议。
曾参与过《周六夜现场》的演职人员总数超过130人，其中还包括瑞秋·德拉彻、基斯·洛克、大卫·斯佩德、威尔·福特、朱莉娅·路易斯-德利法斯、崔西·摩根和玛雅·鲁道夫等人。在节目组任职时间最长的演职人员是达瑞尔·哈蒙德，他自1995年加入节目组，作为演职人员在节目中任职长达14年，直至2009年离开。节目演职人员通常是从即兴喜剧剧团中招募的已经有一定经验的演员，如The Groundlings剧团的威爾·法洛、菲尔·哈特曼、乔恩·洛维兹、和克里斯汀·韦格等人，第二城喜剧团的丹·艾克罗伊德、克里斯·法利、蒂娜·菲和蒂姆·麦道斯等人。节目还招募已经有一定经验的喜剧演员，如达纳·卡维、亚当·桑德勒、基斯·洛克和诺姆·麦克唐纳德等人，他们在进入节目组之前已经接受了节目所需要的足够训练或经验。
在节目的各个角色中，最受人重视的是“週末新聞播報”的主播一角。“週末新聞播報”是节目的一个固定环节，由一人或两人担任主播，担任主播的演员得以在这一环节中扮演自己本人，并能享有更长的出镜时间。很多曾担任週末新聞播報主播的演职人员都在节目之外获得更大成功，其中包括首任主播切维·切斯、第二任主播，也是首位女主播简·库丁、比爾·莫瑞、丹尼斯·米勒、诺姆·麦克唐纳德、蒂娜·菲、吉米·法伦、以及艾米·波勒和塞斯·梅耶斯等。2008年起，週末新聞播報主播由塞斯·梅耶斯担任，2013年起则由塞西莉·斯特朗与他搭档。2014年3月，梅耶斯离开节目组后，“週末新聞播報”由节目首席编剧柯林·乔斯特和斯特朗共同担任主播。2014年第40季起，迈克尔·切接替斯特朗，担任这一环节主播，成为节目历史上首个非洲裔的週末新聞播報主播，而斯特朗仍将继续留在剧组中作普通成员。
节目的演职人员分为两级，经验丰富的常规成员（"repertory players"）以及被称作“客座成员”（"featured players"）的新人。新人最终有机会被提升为常规成员。节目的现任演职人员（第50季）如下表：
| - 迈克尔·切*（2014年加入） - 米奇·戴（2016年加入） - 安德鲁·迪斯穆克斯（2020年加入） - 克洛伊·费曼（2019年加入） - 海蒂·加德纳（2017年加入） - 马塞洛·埃尔南德斯（2022年加入） - 詹姆斯·奥斯汀·约翰逊（2021年加入） - 柯林·乔斯特*（2014年加入） - 迈克尔·朗费罗（2022年加入） - 艾戈·乌迪姆（2018年加入） - 莎拉·谢尔曼（2021年加入） - 凱南·湯普森（2003年加入） - 德文·沃克（2022年加入） - 杨伯文（2019年加入） | - 阿什利·帕迪利亚（2024年加入） - 埃米尔·瓦金（2024年加入） - 简·威克林（2024年加入） |
| - 标有*号者为週末新聞播報主播 |                                                                                       |

节目演职人员签下的合约一般是五至六年，而2010年，韦格被报道称与节目签下总计七年之久的合约。自1999－2000一季起，新雇用的演员被要求签订新的合同，合同内容包括允许全国广播公司在该演员任职至少第二年之后将其加入到公司其他的情景喜剧中。演员有权拒绝前两部喜剧的拍摄，但必须接受第三部。而这些由全国广播公司主导的情景喜剧合约有可能长达六年。此举受到演员代理人和经纪人的广泛批评，批评指出，这项条款迫使演员在全国广播公司工作长达十二年之久：六年在《周六夜现场》节目中工作，而另外六年则要被迫为公司拍摄情景喜剧。合同中还为演员提供三部电影选择出演，这些电影均由全国广播公司、派拉蒙电影和迈克尔斯共同持有的SNL Films制作。新合同的条款是在邁爾斯、桑德勒等很多演员离开节目之后才修改的，这些演员最初并不知名，靠《周六夜现场》而一夜成名却只是为了离开节目组到其他工作赚取更高收入。而这些合约中还允许全国广播公司在任何时候将一名演员调离节目组。
节目第一季中，演员每集的片酬是750美元，到第二季时上涨至每集2,000美元，第四季时已经上涨至每集4,000美元。到1990年代末，节目组新人演员的每集片酬在5,000美元到5,500美元之间，加入节目的第二年上涨至每集6,000美元，而到第五年时则会上涨至每集12,500美元。如果演员本人撰写了小品并在节目中表演的话则会额外收到1,500美元的酬劳。2001年，威爾·法洛以单季350,000美元的片酬（平均每集约17,500美元）成为节目历史上片酬最高的演职人员。

### 编剧

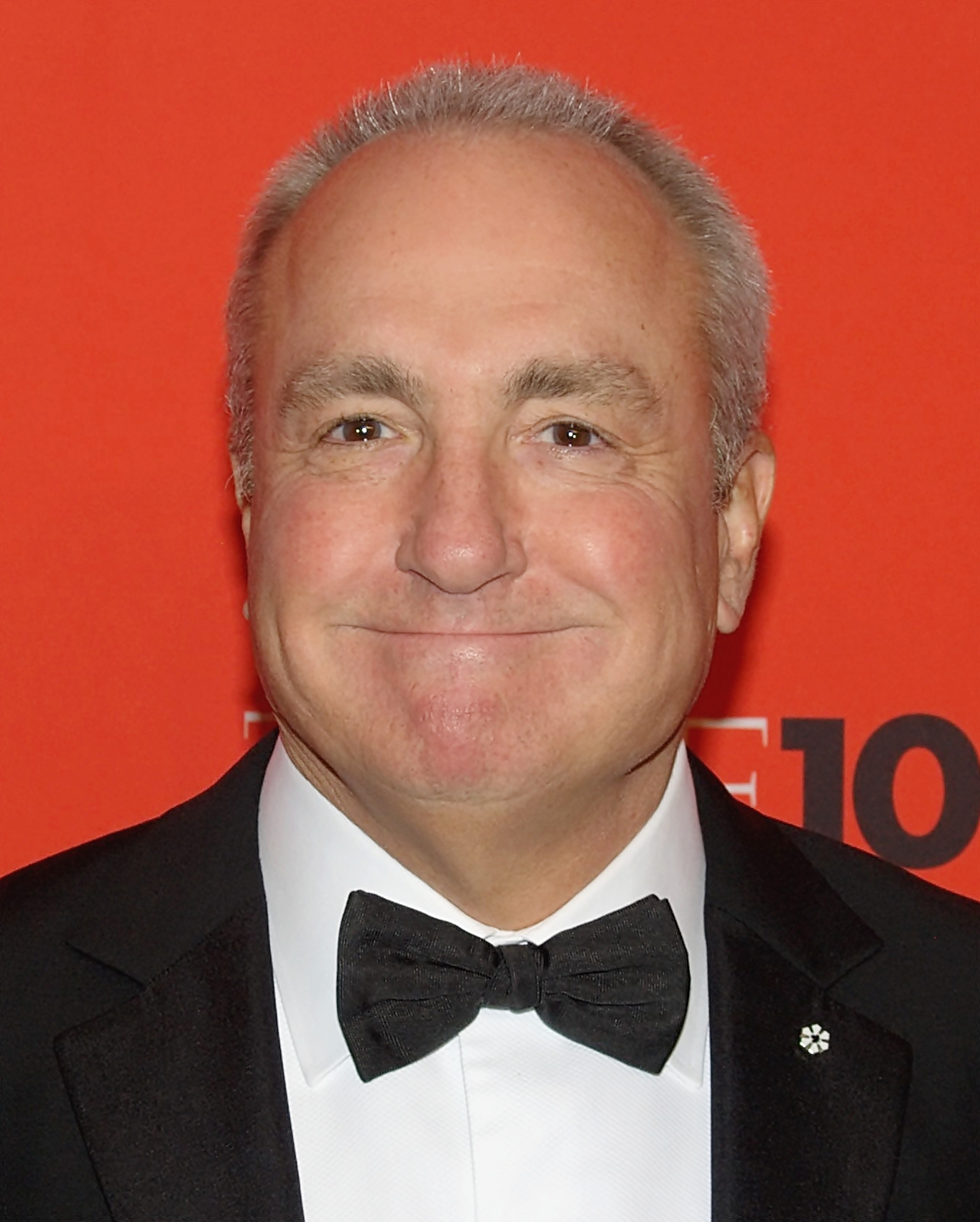
洛恩·迈克尔斯，照片摄于2010年

2013－2014一季由柯林·乔斯特、罗伯·克莱恩和塞斯·梅耶斯共同担任首席编剧。在此之前，塞斯·梅耶斯自2005年开始担任首席编剧团队中的一员，在2008－2012年期间是唯一的首席编剧。自2011－2012一季起，节目中“週末新聞播報”板块由制作人亞歷克斯·巴澤（Alex Baze）率领的专门编剧团队负责。但週末新聞播報中与其他演员的表演相关的场景则由此专门团队之外的编剧撰写，因为他们对这些演员扮演的角色更为熟悉。
节目的编剧通常本身也会出演或曾经出演过创作性喜剧或即兴喜剧。多数编剧的背景都很相似，大多来自The Groundlings、第二城喜剧团、Upright Citizens Brigade剧院及ImprovOlympic等剧团。一些编剧在加入节目之前已经在其他电视节目中工作过。很多编剧在节目之外也获得了个人的巨大成功，如柯南·奥布莱恩在节目之外担任了《辛普森一家》的编剧，并最终有了自己主持的一档节目《柯南·奥布莱恩深夜秀》；而节目前任首席编剧亚当·麦凯则与威尔·法洛一同创建了喜剧网站Funny or Die并获得成功。2000年，蒂娜·菲成为节目首位女性首席编剧，随后成为节目的演员之一，还参与了编写和主演了节目的主题视频，并最终根据自己在节目组中的经历创作并主演了自己的喜剧《我为喜剧狂》。2005年，蒂娜·菲以首席编剧和演员的双重职位获得的报酬高达单季150万美元。

### 旁白
唐·帕尔多自节目开播时即开始担任旁白，直至2014年8月以96岁高龄逝世为止，这其间仅在1981－1982年的第七季迈克尔斯离开的期间由梅尔·勃兰特和比尔·汉拉恩代替。2004年，帕尔多宣布将从此职位退休，但最终未能离开。2009年他再次宣布退休，但随后在2009－2010一季中再次复出。2010年，报道称已经92岁的帕尔多又一次考虑退休，然而在随后的2011－2012一季中他仍然继续担任旁白一职。帕尔多在每一集都是飞抵纽约直播现场完成旁白的，仅有2006年的一段短暂期间内他的旁白是在亚利桑那州的家中提前录制。演职人员中的乔·彼斯科普和达瑞尔·哈蒙德也曾在帕尔多无法到场直播时代替他完成旁白。帕尔多逝世之后，哈蒙德自节目第40季开始接替他担任旁白。

### 主持和音乐嘉宾
《周六夜现场》节目的一大典型特色是每集邀请一位嘉宾主持节目，这位嘉宾主持通常是当时正受欢迎的明星或新人，或是在节目播出左右的一段时间内有电影、专辑或其他作品发行。主持嘉宾会在节目开始时作一段开场独白，在节目中也会和演职人员一同表演小品。主持嘉宾在开场独白的结尾一般要介绍当晚的音乐嘉宾。节目的第一位主持嘉宾是在1975年10月的首播集中担任主持的喜剧演员乔治·卡林。而三集之后担任主持的坎娣絲·伯根成为节目第一位女主持，她同时也是首位多次担任主持的嘉宾。主持嘉宾的背景各异：从演员（如克里斯托弗·沃肯、巴克·亨利、约翰·古德曼等），到音乐家（如乔治·哈里森、桃莉·巴頓等），再到政治活动家（如拉尔夫·纳德等），均曾担任过节目主持。主持过五次以上的嘉宾有时被称为“五次俱乐部”成员，而这一说法最早出现于汤姆·汉克斯第五次主持节目时表演的一个小品中。2011年9月24日，演员亚历克·鲍德温自1990年首次主持之后第16次主持节目，超过自1976年以来15次主持节目的史蒂夫·马丁，成为主持次数最多的嘉宾。
每一集节目亦会邀请一位音乐嘉宾，这位嘉宾可能是独唱艺人或者乐队组合。音乐嘉宾会在节目中表演2-3首歌曲。有时音乐嘉宾可能同时担任该集节目主持。2012年5月19日，戴夫·格羅爾自1992年首次表演之后第11次担任音乐嘉宾，成为担任节目音乐嘉宾次数最多的艺人。制作人洛恩·迈克尔斯不允许音乐嘉宾在现场假唱，他认为假唱会影响节目直播的效果。只有音乐嘉宾的表演重点在于激烈的舞蹈动作而非演唱本身时才会出现例外，因为表演时剧烈的肢体舞蹈可能使表演者难以同时完成演唱。例如在1975年，流行组合ABBA表演时便使用了假唱，这是节目第一次，也是唯一一次允许假唱表演。而2004年艾希莉·辛普森未经节目同意即使用假唱表演，引发了争议。

### 驻场乐队
周六夜现场乐队（The Saturday Night Live Band），也被称作“现场乐队”（"The Live Band"）是自1974－1975一季开始在节目常驻的乐队。1975－1980年，由奥斯卡奖和格莱美奖得主、作曲家霍华德·肖担任首任音乐总监，他也曾在节目多个音乐小品中出镜。自开播以来已经有多位纽约的音乐家参与到节目的驻场乐队中，包括保罗·谢弗（1976－1982）、卢·马里尼（1976－1980）、大衛·山朋（1975）、迈克尔·布雷克（1980年代初）、雷·楚（1980－1983）、艾伦·鲁宾（1976－1984）、乔治·瓦德尼斯（1979－1980）、史蒂夫·费龙（1985－1986）、大卫·约翰森（以Buster Poindexter的身份参与表演）（1986－1987）、汤姆·马龙（1976－1985，其中1981－1984年任节目音乐总监），以及G.E.史密斯（1986－1990，同时任音乐总监）等著名音乐家。乐队目前（第39季）的音乐总监为Tower of Power乐队前成员莱尼·皮克特，以及莱昂·潘达维斯（Leon Pendarvis）和卡特里斯·巴恩斯（Katreese Barnes）。

## 制作

### 演播室
节目自创立以来始终在GE大楼（洛克菲勒中心30号，又称“30 Rock”）第8、9两层的8H演播室拍摄播出。这间演播室在此之前是阿图罗·托斯卡尼尼和他的NBC交响乐团的录音棚。迈克尔斯1975年第一次实地考察8H演播室时被简陋的条件惊呆了。这间演播室技术落后简陋，急需修理，而且没有完成直播所需的足够空间。迈克尔斯要求全国广播公司重建这间演播室，并对音响条件加以改善，以适应节目中的现场音乐表演，重建的花费约为300,000美元。1976－1977一季开播的前四集节目中有三集是在位于布鲁克林区的前全国广播公司演播室拍摄播出的。当时的8H演播室被NBC新聞用于拍摄总统选举的新闻报道。
2005年夏季，节目组在拍摄的间隙期间对8H演播室进行了整修升级。2005年10月播出的第31季首次开始采用高清画质播出，在普通电视屏幕上则会显示有黑边。节目的编剧、制作人及其他工作人员的办公室则设在GE大楼的17层。

### 每集的制作过程
节目的每一集的制作以周一的一场形式自由的提案会议开始。会议在迈克尔斯的办公室举行，时长超过两个小时，参加人员包括演职人员、编剧、包括迈克尔斯在内的制作人员以及该集的嘉宾主持。主持在会议当中也要提出自己的想法。某些小品在这一天的会议上就已经确定下来，然而会议的主要目的还是提出各种创意和想法。撰稿的过程从周二晚8点才开始。周二是编辑撰稿专用的唯一一天，但撰稿的过程可能通宵进行，一直持续到周三。周三下午5点，在编剧室召开的圆桌会议上要阅读每个小品的剧本，参加会议的人员包括编剧和参加了提案会议的制作人员。此外参加会议的还有化妆师等技术专家，因为小品中一些涉及义肢或道具等的创意细节需要由这些专家实现。还有其他的一些制作人员也会参加会议。参会人员大约有50人。此时大约会有至少40个小品创意，需要逐一在会议上审阅，会议时间在三个小时以上。
剧本审阅完成后，迈克尔斯、首席编剧、嘉宾主持和部分制作人员会到迈克尔斯的办公室商讨决定节目的编排，并决定哪些小品将会在直播中表演。商讨完成之后，其他编剧和演员才可以进入迈克尔斯的办公室了解节目编排流程以及自己的小品是否得以幸存。小品的剧本可能在这一天便开始重新改写，但一般周四必须开始，周四的工作主要是对留下的剧本的改写和进一步完善，也可能会开始部分小品的彩排。如果到周四小品仍然保留下来，则一般会在周五和周六进行彩排。之后到周六晚8点会在现场观众面前进行带妆彩排。带妆彩排结束后，迈克尔斯会重新审阅节目的阵容以确保符合节目90分钟的时长，此时已经完成带妆彩排的小品依然可能被删去。最终在节目中表演的8至12个小品的排练时间一般不足两天便要在现场直播中表演。嘉宾主持的开场独白重要性相对低了很多，一般到周六下午才开始撰稿。
蒂娜·菲在2004年的一次采访中曾介绍称，负责“周末新闻播报”的三至四名成员组成的编剧团队在一整周内都在撰写剧本。这个版块的主播和编剧团队一般到周四晚上，节目其他部分的小品基本确定之后才开始一起工作，主播在此时才会读到播报的稿件。之后如果有必要，主播也会参与到撰稿的过程中。

### 后期制作
节目的后期制作团队工作地点位于洛克菲勒中心8层和17层，主要工作是节目在直播时混制节目音频和视频，包括为节目添加音效、配乐和事先录制好的画外音等。节目素材均是以数位方式存储，各个小品的录像片段相互独立，以便于日后重播或制作DVD时进行重新组合。1998年，制作团队将之前以模拟方式存储的节目转换成数位储存。
节目的部分片段是事先录制好的，例如恶搞广告、周六夜现场数字短片和屏幕图像等。这些部分一般是在Broadway Video的后期制作工作室录制完成的。

### 摄影和录像
8H演播室内的录像设备包括四台索尼BVP-700 CCD摄影机和两台索尼BVP-750 CCD手持摄影机。主控室则使用一台GVG 4000-3數字分量製作切換台和一台GVG 7000數字分量路由切換器接收视频信号，另有多台数字和模拟录像机用于存储节目录像。
2009年起，节目的片头开始使用佳能 EOS 5D Mark II和佳能 EOS 7D拍摄。一般的帧率采用30格每秒，慢镜头画面的帧率则采用60个每秒。片头画面均是以1080p拍摄的。
节目首任摄影师是艾迪·巴斯金（Edie Baskin）。迈克尔斯在看到她拍摄的拉斯维加斯等摄影作品后决定聘用她。巴斯金拍摄了一些纽约市的夜景照片，这些照片被用于节目片头的制作中。节目首集在插播广告前的切换画面中使用的是嘉宾主持乔治·卡林的宣传照，第二集则使用的是巴斯金为该集嘉宾主持保罗·西蒙拍摄的写真。迈克尔斯之后建议巴斯金为每集节目嘉宾主持拍摄照片用作切换画面，自此也成为节目传统一直延续下来。
1999年起，玛丽·艾伦·马修斯开始担任《周六夜现场》的官方摄影师，负责设计和拍摄节目中使用到的静态图像。马修斯还负责为每集主持和音乐嘉宾拍摄广告切花画面中使用的照片。由于主持和音乐嘉宾在节目组参与制作的时间有限，马修斯只能在GE大楼内的摄影棚拍摄这些照片，她希望在周二为主持拍摄，周四为音乐嘉宾拍摄，但因时间安排原因只能在周四才能完成所有的拍摄。她还负责拍摄节目演职人员照片、后台照、排练记录照以及节目宣传照片。2010年起，她开始参与包括节目片头在内的视频导演。

## 播出

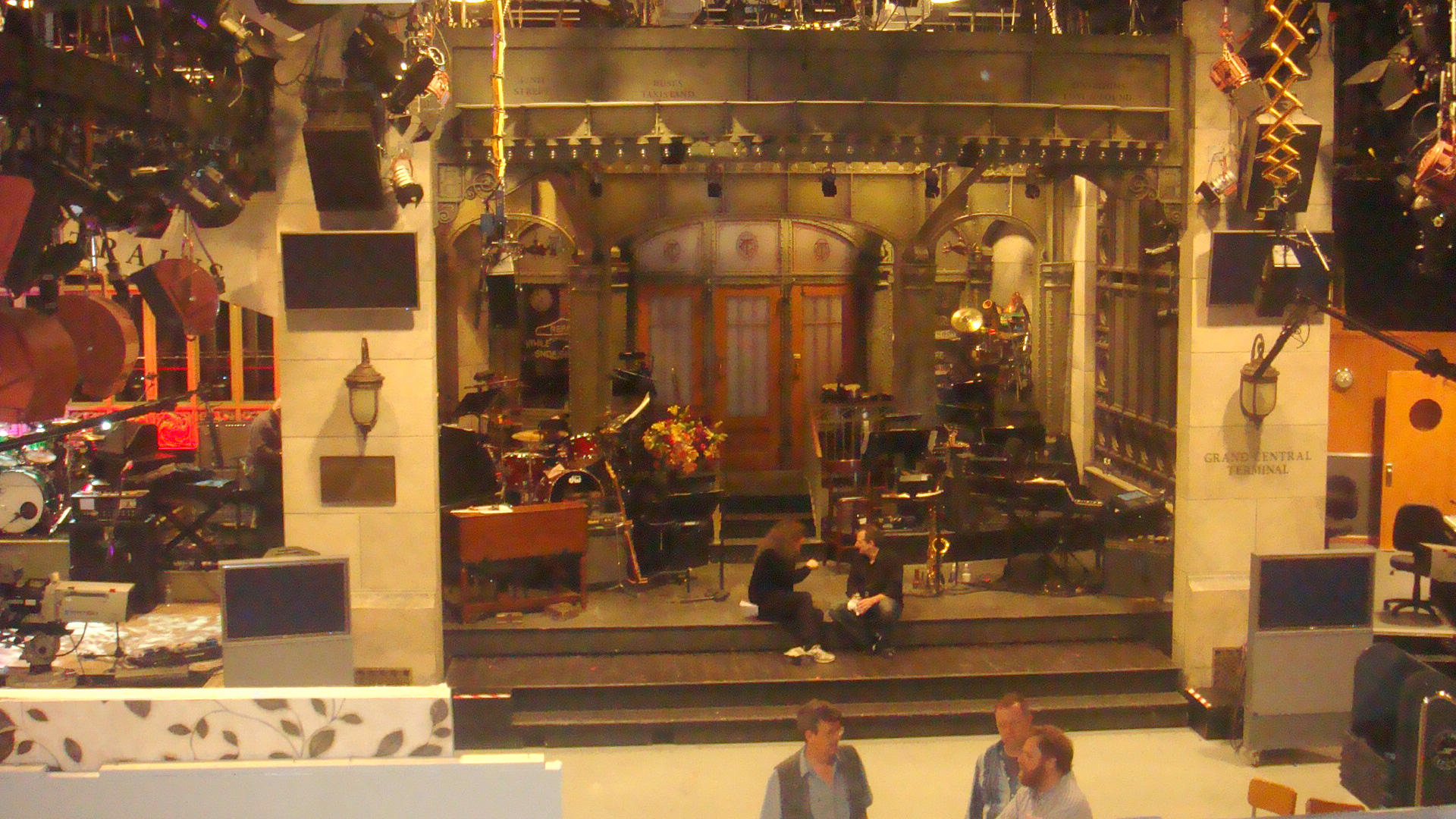
《周六夜现场》的舞台，照片为2008年的一次彩排中拍摄

节目直播通常开始于北美东部时间周六晚11:30，除非特殊情况下延迟播放。节目时长1小时30分钟，于凌晨1:00结束。自节目开播起，北美山区时区（部分地区除外）和太平洋时区一直是按当地时间延迟播出，播放东部时区直播时录制的画面。尽管直播过程可能出现错误，但全国广播公司一般不会对直播录像作剪辑或删改。2017年4月起，节目改为在全美范围内同步直播。1975年播出的首集由迈克尔·奥多诺霍、切维·切斯和约翰·贝鲁西开场，自此开启节目以突然式开场的惯例。开场小品结尾，演员会跳出角色并高喊“來自紐約的直播，這是週六夜！”（Live from New York, it's Saturday Night!），然后开始播放片头及片头字幕，节目正式开始。
全国广播公司和Broadway Video双方都享有节目的相关权利，但每一集的版权只有全国广播公司持有。1990年到2004年间，喜剧中心及其前身Ha!重播了本节目，之后则是E!与全国广播公司签下重播协议。1980年代，节目曾将前五季缩减至每集30-60分钟的《周六夜现场精选》（The Best of Saturday Night Live）并将转播权出售给其他电视台。2010年9月，VH1开始重播节目1998年之后播出的绝大多数集。

### 国际版本
随着《周六夜现场》在美国获得的巨大成功，其他一些国家也开发了自己的版本，其中包括西班牙、意大利、日本、韩国和中国。节目也在中东和北非的OSN电视台每周六播出前一周在美国播放的一集。
西班牙版的《周六夜现场》仅播出了几集便寿终正寝。这个版本的节目并非如节目名称显示的一样在周六播出，而是在周四播出。而且此版本对美国版节目的模仿痕迹严重，节目中均是重新演绎美国原版已经播出过的小品。而意大利版的节目《周六米兰夜现场》（Saturday Night Live From Milan）也是直接使用美国原版的小品素材。
日本版本的节目《周六夜现场日本版》（Saturday Night Live JPN）于2011年由富士电视台播出了六个月。此版本是与洛恩·迈克尔斯的制作公司Broadway Video一同制作完成的。节目与美国原版形式基本相同，仅有微小差异。此版本节目每集长度仅45分钟，且每集由固定的主持人主持。演职人员中经验丰富的喜剧演员担任小品主角，新人仅出演背景角色。此版本节目每月播出一集，在播出6集之后按计划完结。
韩国版节目《周六夜现场韩国版》（Saturday Night Live Korea）于2011年12月3日在TVN台首播。2013年，节目已连续播出至第八季。
加拿大魁北克省版节目《周六夜现场魁北克版》（Saturday Night Live Québec）将于2014年在魁北克电视台以法语播出，节目将在2月8日和3月22日播出两集，节目形式和长度都与美国原版节目相同。
2018年7月，纽约时报报导周末夜现场的中国版第一季的视频已遭删除，记者询问优酷的人员表示应节目组的要求暂时撤下。

### 延迟播出
- 原定于1986年10月25日播出的由羅珊娜·艾奎特主持的一集节目没有在当晚播出，而是延迟到11月8日才播出了录制版。其原因是全国广播公司当晚直播的美国职棒大联盟1986年世界大赛纽约大都会和波士顿红袜之间的第6场比赛进入加时决胜局，导致当晚的《周六夜现场》直播被取消。这是节目历史上首次被取消的直播。节目于北美东部时间凌晨1:30在演播室开始录制，两周后播出时加入了纽约大都会投手罗恩·达林的“致歉”。他表示，大都会的球员都为赢得在这场联盟109年历史上最值得纪念的一场比赛并在世界大赛中获胜而十分激动和兴奋，然而当他们随后回到更衣室，了解到这场比赛导致了《周六夜现场》历史上第一次取消直播后都感到沮丧和郁闷。录像中可以看到他们在更衣室中悲伤地低头盯着地板。[192][193]
- 原定于2001年2月10日播出的由珍妮弗·洛佩兹主持的一集节目因当晚XFL（英语：XFL）联盟（成立于2000年）的比赛超时而延迟45分钟播出。珍妮弗·洛佩兹和现场的演职人员并未被告知延迟播出的消息。迈克尔斯对直播因一场并不重要的比赛导致延迟十分不满，仅三周之后便重播了节目。全国广播公司工作人员也表示XFL新成立不久，依然不够成熟。而XFL也更改了比赛规则以避免类似超时的事件再次发生。[194]

## 反响
2002年，节目被《电视指南》杂志列为其评选的“历史上最佳50大电视节目”第10位。2007年，节目又被《时代》杂志评选的“时代杂志百大电视节目”列为第7名。2013年6月，美国编剧工会评估了之前70年的电视节目并评选出101个最佳编剧节目，将《周六夜现场》列为第25位。同年12月，《电视指南》再次评选“历史上最佳60大电视节目”，将《周六夜现场》列为第18位。

### 获奖及提名
《周六夜现场》自首播以来已收获一系列奖项，其中包括40项艾美獎， 2项皮博迪奖，以及4项美国编剧工会奖。2009年艾美奖上，节目收获13项提名，使得节目获得艾美奖提名总数达到126项，超越医疗题材电视剧《仁心仁術》的124项提名，成为艾美奖历史上获得提名最多的节目。截至2013年，节目总计已经获得171项艾美奖提名，依旧保持最多提名的纪录。2013年，节目获得3项艾美奖，使节目获得艾美奖总数达40项，超过全国广播公司另一档喜剧《歡樂一家親》的37项，成为获得艾美奖最多的节目。

### 政治影响
《周六夜现场》对选举也产生了影响。一些选民称节目上播出的政治讽刺小品对自己的投票选择产生了影响。媒体称之为“周六夜现场效应”（"The SNL Effect"）。据路透社报道，一份在2008年美国大选期间的全国调查表明，三分之二的受调查选民表示曾经看过《周六夜现场》中与政治相关的内容，10%的受调查选民称节目中的这些内容左右了自己的投票决定。在曾观看过这些内容的选民中，59%最终投票给当时的民主党候选人贝拉克·奥巴马，39%则最终投票给共和党候选人約翰·麥凱恩。
1976年，时任总统杰拉尔德·福特曾失足跌落空军一号台阶，而在《周六夜现场》同年播出的第一季中，切维·切斯因此在模仿福特总统时将他塑造成为一个笨手笨脚的形象，据赫芬顿邮报报道称此举已经对当年的大选结果产生了影响；而2008年大选期间，副总统候选人、时任阿拉斯加州州长莎拉·佩林在一次接受采访中表示阿拉斯加州与俄罗斯是近邻，与佩林长相酷似的演员蒂娜·菲因此在节目中调侃她，模仿其语气说“我可以从家里看到俄罗斯”，这一句台词就被很多选民误认为是佩林本人的言论。一些政治人物也曾亲自在《周六夜现场》中客串出镜，包括时任总统杰拉尔德·福特（1976年客串）、时任参议员贝拉克·奥巴马（2007年、2013年两次客串）、参议员约翰·麦凯恩（2002年、2008年两次客串）、时任参议员希拉里·克林顿（2008年,2015年客串）、时任阿拉斯加州州长莎拉·佩林（2008年客串）以及时任纽约市长迈克尔·布隆伯格（2013年客串）等。此外，当时的总统候选人唐纳德·特朗普作为嘉宾主持了2015年选举日前夕的一集节目，引起了争议。

## 其他媒体

### 家庭媒体
环球影业家庭娱乐和狮门娱乐如今享有发行节目录像的权利。最初自1999年起，节目录像DVD发行权由狮门影业享有。2005年，全国广播公司与环球影业合资成立NBC环球，之后的DVD发行权便转给了环球影业，然而狮门娱乐依然有权发行此前已经播出过的节目录像。环球影业已经发行了节目开播前几季的整季录像DVD，狮门娱乐发行的多是节目的精选DVD。

### 在线流媒体及下载
2007年3月，全国广播公司等集团出资成立Hulu。之后全国广播公司开始将包括《周六夜现场》在内的节目内容逐步撤出此前的其他视频分享网站（主要是YouTube），转而由NBC.com和Hulu独家提供。然而由SNL Studios和孤岛乐队共同制作的“周六夜现场数字短片”并不会撤下。此外，全国广播公司还在包括iTunes Store和亚马逊在内的在线付费媒体供应商提供节目的下载。2009年10月16日起，NBC.com网站上也提供免费但有广告的在线流媒体节目。
由于Hulu的地区政策不同，美国以外的用户无法在Hulu网站上看到节目内容。2009年，Broadway Video与Sevenload达成合作，为欧洲、澳大利亚和新西兰的用户提供在线观看的节目内容。

### 图书
节目授权的第一本相关图书名为《周六夜现场》（Saturday Night Live，ISBN 0-380-01801-2）于1977年由Avon图书出版。图书由安妮·比茨和约翰·海德共同编写，摄影由艾迪·巴斯金（Edie Baskin）完成。图书出版时，三人都是节目组的成员。这部书中收入了1975－1980年的演员表演的部分小品剧本。1986年，道格·希尔（Doug Hill）和杰夫·韦恩格拉德（Jeff Weingrad）合作编著了《周六夜：周六夜现场的后台故事》（Saturday Night: A Backstage History of Saturday Night Live，ISBN 0-688-05099-9），讲述节目前十季的幕后故事。迈克尔·卡德（Michael Cader）于1994年出版《周六夜现场：第一个20年》（Saturday Night Live: The First Twenty Years，ISBN 0-395-75284-1）。在这本书中描述了1975年到1994年期间的演员和他们饰演的小品角色，以及其他节目精彩瞬间。
《来自纽约的直播：周六夜现场明星、编剧和嘉宾讲述节目未删减的历史》（Live From New York: An Uncensored History of Saturday Night Live, as Told By Its Stars, Writers and Guests，ISBN 0-316-73565-5）于2002年出版。这本书由汤姆·薛尔斯和詹姆斯·安德鲁·米勒（James Andrew Miller）编著，收录了多个曾经在节目中工作的人所接受的采访。这些采访揭露了节目后台的真实个人经历和节目每周准备过程的艰难。2004年，节目曾经的演员杰·摩尔出版了回忆录《直播时的喘息：我在周六夜现场战壕中的两年》（Gasping for Airtime: Two Years in the Trenches of Saturday Night Live，ISBN 1-401-30801-5）。书中描写了他在1993－1995年间在节目工作的两季中的辛苦工作，包括努力使自己的小品登上直播舞台、日常工作的紧张日程等。节目的演员鲍比·莫尼汉形容这本书是“《周六夜现场》节目的反面教材”。

### 电影
《周六夜现场》曾将多个广受欢迎的小品改编成为电影，商业表现各异，评论界也褒贬不一。其中首部成功的电影是丹·艾克罗伊德和约翰·贝鲁西主演的《福祿雙霸天》（1980），这部电影预算2700万美元，最终票房则高达1.15亿美元。
1990年，迈克尔斯要求节目的编剧团队撰写一部节目小品的合集电影《周六夜现场电影》（The Saturday Night Live Movie）。编剧团队中有艾尔·弗兰肯、汤姆·戴维斯、格雷格·丹尼尔斯、吉姆·唐尼、柯南·奧布萊恩、罗伯特·斯密格和乔治·梅尔等人参与这一剧本的撰写，但1990年7月26日完成第一稿的修订之后，这一计划即被中止。
然而，随着《反斗智多星》（1992）大获成功，迈克尔斯开始制作更多以热门小品角色衍生出的电影。其中包括以1970年代小品为基础衍生出的《尖头外星族》（1993）、《肥仔》（1994）、《全家救星》（1995）、《舞翻天》（1998）、《戀愛教室》（1999）以及《戀上大情聖》（2000）等。一些电影相对获得较大成功，而另一些则票房惨淡。《肥仔》一片上映仅一周便因票房收入过低而被撤下，而《全家救星》也损失惨重。这些电影多是由派拉蒙电影制作。此外，环球影业则制作了《福祿雙霸天》系列电影。
| 电影            | 发行日期 （美国） | 预算 （单位：百万美元，估计值） | 票房收入（单位：美元） | 票房收入（单位：美元） | 票房收入（单位：美元） |
| 电影            | 发行日期 （美国） | 预算 （单位：百万美元，估计值） | 美国                   | 其他地区               | 全球                   |
| --------------- | ----------------- | ------------------------------- | ---------------------- | ---------------------- | ---------------------- |
| 福祿雙霸天      | 1980年6月20日     | $27                             | $57,229,890            | $58,000,000            | $115,229,890           |
| 反斗智多星      | 1992年2月14日     | $20                             | $121,697,323           | $61,400,000            | $183,097,323           |
| 尖头外星族      | 1993年7月23日     | $33                             | $21,274,717            | 不適用                 | $21,274,717            |
| 反斗智多星2     | 1993年12月10日    | $40                             | $48,197,805            | 不適用                 | $48,197,805            |
| 肥仔            | 1994年8月26日     | 不適用                          | $60,822                | 不適用                 | $60,822                |
| 全家救星        | 1995年4月14日     | $15                             | $912,082               | 不適用                 | $912,082               |
| 福祿雙霸天 2000 | 1998年2月6日      | $28                             | $14,051,384            | 不適用                 | $14,051,384            |
| 舞翻天          | 1998年10月2日     | $17                             | $30,331,165            | 不適用                 | $30,331,165            |
| 戀愛教室        | 1999年10月8日     | $14                             | $30,636,478            | 不適用                 | $30,636,478            |
| 戀上大情聖      | 2000年10月13日    | $24                             | $13,616,610            | $126,602               | $13,743,212            |
|    | 2010年5月21日     | $10                             | $8,525,600             | $797,295               | $9,259,314             |

此外，其他公司制作电影中也有一些受到节目的影响。《Mr. Bill's Real Life Adventures》（1986）是改编自节目早期以Mr.Bill为主角的小品。蒂姆·罗宾斯1992年的电影《天生赢家》主角鲍勃·罗伯茨（Bob Roberts）是取材于节目短片中出场的一位颇具争议的民谣歌手。1999年喜剧电影《上班一條蟲》则是改编自迈克·贾奇1993年创作的在节目中播出的短片。

### 音乐
2008年，喜剧音乐团体孤岛乐队的三名成员安迪·萨姆伯格、阿齐瓦·沙弗和乔玛·塔科内加入节目，在节目中推出了由乐队与节目成员克里斯·帕内尔共同编剧的“周六夜现场数字短片”《慵懒星期天》，并大获成功。迈克尔斯因此鼓励乐队创作更多的喜剧音乐。随后乐队创作出了一系列歌曲，其中包括获得第52届格莱美奖提名的《I'm on a Boat》以及在2007年获得艾美奖“最佳原创音乐与歌词”的《盒子里有鸟》。孤岛乐队也發行了两张专辑《Incredibad》（2009）和《Turtleneck & Chain》（2011），其中收录了乐队在节目中创作的部分歌曲以及新的原创歌曲。

### 其他
与《周六夜现场》相关的还有多档记录其幕后场景的节目。2004年4月录制的一期《60分鐘》记录了节目前一周的准备时间内紧张的剧本撰写过程，以及这个过程中的密集会议和长时间的工作。这期报道着重强调了嘉宾主持在此期间参与的小品撰写和选择。与之相似，A&E频道的节目《传记》和E!频道的《电视传奇》（TV Tales）也曾报道了《周六夜现场》的准备过程。2010年，演员詹姆斯·法蘭科执导的首部94分钟长的纪录片《周六夜》（Saturday Night）正式发行，这部纪录片记录了《周六夜现场》2008年12月6日播出的由约翰·马尔科维奇主持的一集节目从筹备到播出的全过程。最初詹姆斯·法蘭科仅仅想为自己在纽约大学的电影课程拍摄一部时长5分钟的短片，但迈克尔斯让他得以近距离接触节目筹备全过程并将这一作品扩展到94分钟。
2011年9月，冰淇淋制造商班傑利公司推出了一款限量版冰淇淋，这款产品设计灵感来源于1998年节目中由亚历克·鲍德温、阿娜·加斯特耶和莫莉·香农表演的同名小品。这款冰淇淋成为该公司销售最好的限量款。但因其名字过于“低俗”而遭到美国家庭协会的抵制。一些零售商也拒绝销售此款产品，但称是自己的决定，并非受到美国家庭协会抵制的影响。

## 争议

### 安德鲁·戴斯·克莱
安德鲁·戴斯·克莱计划于1990年5月12日播出的节目中担任客座主持。节目演职人员中的诺拉·邓恩当即对媒体宣布她本人将抵制当期节目以表达对克莱歧视女性的抗议。但她在宣布抵制之前并未告知制作人洛恩·迈克尔斯，演职人员及绝大多数工作人员也对她的意图并不知情。公众对克莱参与节目亦反应强烈。在一次对迈克尔斯的采访中，一名观众将他邀请克莱参加节目的行为比作犹太人大屠杀；演职人员和工作人员中的女性成员因未参与抵制而收到电话和邮件的骚扰；节目现场也被迫加装了金属探测仪以确保安全。全国广播公司的内容审查人员坚持该集节目应延迟以避免播出克莱可能发表的不恰当言论。在节目直播期间，安保强度加大，一些观众对克莱提出刁难，但立刻被安保人员带离现场。本来计划当期的音乐嘉宾为西尼德·奥康娜，但她也因克莱而拒绝参加。节目组被迫寻找新的嘉宾代替她出场。而邓恩当时的合约已经接近到期，当季节目也仅剩最后一集，演职人员及工作人员投票决定不允许邓恩参加最后一集，合约结束后也不得回归。

### 西尼德·奥康娜

西尼德·奥康娜在直播现场举起教宗若望·保祿二世的照片并将其撕碎的画面

1992年10月3日，西尼德·奥康娜按计划参加节目，在节目现场无伴奏演唱鲍勃·马利的歌曲《War》。在此前的带妆彩排中，奥康娜在鞠躬谢幕之前手举巴尔干儿童的照片，以表示谴责战争对儿童的伤害，被该集导演戴维·威尔逊形容为“十分温柔的瞬间”。然而在节目直播时，奥康娜将歌词中“打倒种族不平等”（"fight racial injustice"）改为“打倒虐待儿童”（"fight child abuse"），以表达对罗马天主教会性虐待儿童的抗议。她在演唱到“邪恶”（"evil"）一词的时候举起了教宗若望·保祿二世的照片，随后大喊“打倒真正的敌人”（"Fight the real enemy."），并将教宗的照片撕毁。全国广播公司在此之前对奥康娜的计划毫不知情，而导演威尔逊在表演结束后刻意没有提醒观众鼓掌，而是让观众保持了沉默。制作人迈克尔斯决定允许奥康娜在节目结束时与演职人员一同谢幕，随后便因此决定受到了惩罚。全国广播公司在事件发生后接到上千个表示愤怒的电话，而抗议人群在其总部所在的GE大楼外用压路机碾碎数十张奥康娜的磁带、CD和密纹唱片。 在随后几周的节目中，嘉宾乔·佩西和麦当娜都公开表示反对奥康娜的所作所为。
在节目重播时，事件发生时的画面被删去，取而代之的是带妆彩排时的画面，而奥康娜也从此被《周六夜现场》封杀。直至2012年，全国广播公司始终拒绝重播事件发生当时的画面。唯一一次例外是在2010年4月23日，MSNBC的《雷切尔·玛多秀》采访奥康娜时播放了事件发生时的完整画面。事件发生时的原始画面被收入节目特别发行的25周年纪念特辑DVD《周六夜现场 － 25周年音乐特辑》（Saturday Night Live - 25 Years of Music）中，但是加入了迈克尔斯对争议事件的解释和介绍。2011年2月20日，《周六夜现场》播出了幕后特辑，特辑中同时播放了事件当晚和带妆彩排的片段，但是当播放到事件发生时，镜头画面被切换到了观众席。
电视剧《我为喜剧狂》对这一事件也有描写。然而在剧中是全国广播公司的一位员工（克里斯汀·沙尔扮演）冲上舞台把一张奥康娜的照片撕成了两半。

### 讨伐体制乐团
1996年4月13日，音乐嘉宾讨伐体制乐团按计划将表演两首歌曲。该集节目由亿万富翁史蒂夫·福布斯主持。据讨伐体制乐团的吉他手汤姆·莫雷洛称，乐团希望“做出自己的声明”，“和一个讲笑话、鼓吹单一税的亿万富翁针锋相对”。
为此，乐团在自己的扬声器上倒挂了两面美国国旗。在乐团开始表演第一首歌曲《Bulls on Parade》之后数秒，舞台工作人员立刻将旗帜取下。第一首歌曲表演结束后，节目组和全国广播公司的官员立即与乐团见面，并要求乐团即刻离开现场。据称乐团贝斯手蒂姆·科姆佛德在听到这一消息之后，闯入福布斯的更衣室撕碎了国旗并把碎片撒在更衣室中。而莫雷洛则称节目的一些演职人员与工作人员“对乐团的行为表示声援，并为他们自己节目中的内容审查感到羞耻”，但拒绝透露这些人的姓名。

### 艾希莉·辛普森
艾希莉·辛普森在2004年10月23日播出的节目中担任音乐嘉宾。她在表演第一首歌《Pieces of Me》时没有出现问题。但是当第二首歌《Autobiography》前奏刚响起，她还没有把麦克风举到嘴边时，现场却再次响起了她演唱《Pieces of Me》的歌声，暴露了对嘴假唱的事实。辛普森即兴跳了几步舞步，然后离开了舞台，节目也立刻切换成了广告。在节目最后谢幕时辛普森与该集嘉宾主持裘德·洛一同出场，说：“我很抱歉。我的乐队放错了音乐，我不知道应该怎么办，所以我当时就想跳几步舞。”
10月25日，辛普森解释说自己因严重的胃食管反流病并发症而失声，医生则建议自己暂时不要唱歌。在彩排中她的声音出现了问题，之后她的父亲建议她演唱时使用指导音轨。她对这次事件表示：“我愚弄的是我自己。”据辛普森称，乐队鼓手按错了按钮，结果播放了错误的歌曲。制作人洛恩·迈克尔斯此前并不知道辛普森对嘴假唱的计划，在一次采访中，他表示自己如果提前知道此事绝不会允许假唱。辛普森是节目历史上唯一一位在现场表演当中离开舞台的音乐嘉宾。

### 演职人员种族争议
自2007年玛雅·鲁道夫离开起，节目在长达五年的时间内始终缺少非裔女性演职人员的加入，遭到媒体诟病。而在整个节目史上，非裔女性演职人员也仅有四位。评论界也对节目小品中对非裔族群的刻板印象提出批评，认为节目“过时”“古板”。2013年，演职人员中同为非裔的基南·汤普森在采访中解释称缺少非裔女性成员的原因是非裔女性喜剧演员的水平不足，称节目组在试镜过程中“没有找到合适的演员”，但这一说法遭到大量观众和媒体的质疑。

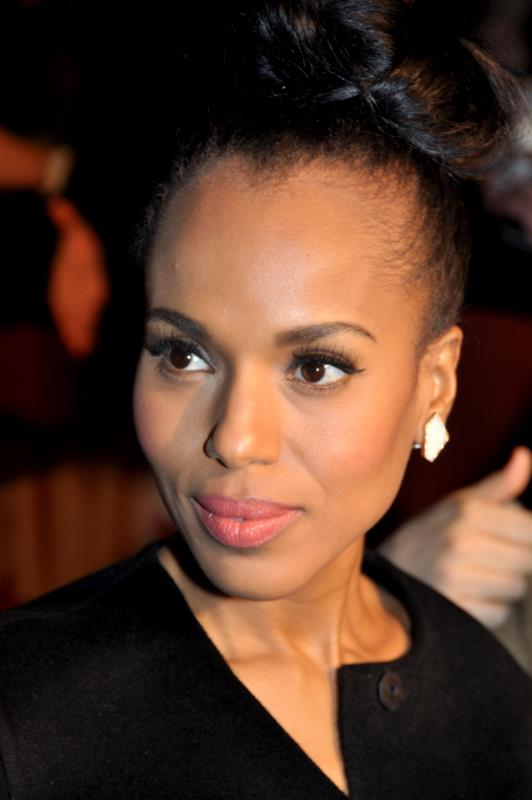
凯莉·华盛顿

在2013年11月2日播出的节目中，非裔女演员凯莉·华盛顿担任客座主持。在节目中，她连续扮演米歇尔·奥巴马、奥普拉·温弗里、碧昂丝·诺利斯等多名非裔女性角色，营造出匆忙换装的喜剧效果。节目借此以自嘲缺乏非裔女性演员。制作人迈克尔斯随后宣布，有多名非裔女性喜剧演员正在参加试镜，并将选出一名于2014年1月加入节目组。2014年，非裔女演员萨希尔·泽玛塔正式加入节目组。

### 其他争议事件
- 1975年12月13日，喜剧演员理查德·普赖尔担任嘉宾主持，但因他本人经常公开发表颇具争议性的言论，节目被电视网要求延时五秒直播。[266][267]但技术人员随后表示不知道如何操作，因而直播过程并无延时。[268]
- 1981年10月31日，由唐纳德·普利森斯主持的万圣夜特别集中，洛杉矶朋克乐队Fear（英语：Fear (band)）的表演在直播过程中被切断。乐队是在约翰·贝鲁西的坚持要求下才被请到现场作为音乐嘉宾的。而贝鲁西则与节目组达成协议，作为交换条件，他将在这一集中客串出场。乐队在现场制造了暴力骚乱，造成现场设备被损坏，损失约20,000-50,000美元，尤其是一台摄像机受损严重。直播过程被迫切断，随后乐队与观众爆发冲突并高喊针对纽约的侮辱性语言。这一集以及这一场音乐表演在之后没有再次播放过，但依然有盗版录像记录了当时的场景并被保存下来。Fear乐队和约翰·贝鲁西之后也被禁止再次登上节目舞台。[248][269]
- 1986年10月18日，萨姆·基尼森（英语：Sam Kinison）的单口故事在西海岸播放以及之后的重播时被删剪掉两个片段，并以前一季的无声画面代替。第一个被剪去的片段是基尼森呼吁大麻的合法化，他说：“人们没有大麻了。如果你们把我们的大麻还给我们，我们自然就会扔掉可卡因了。”[270]这个笑话违背了全国广播公司当时的政策，即“所有对毒品的描述必须是负面的”。第二个更长的删剪片段则是基尼森开了耶稣受难的玩笑。在之前的彩排中，基尼森没有提及关于毒品的笑话，但是讲了关于耶稣受难的笑话，然而节目组当时已经要求他在正式表演时删去这一段落。[270]

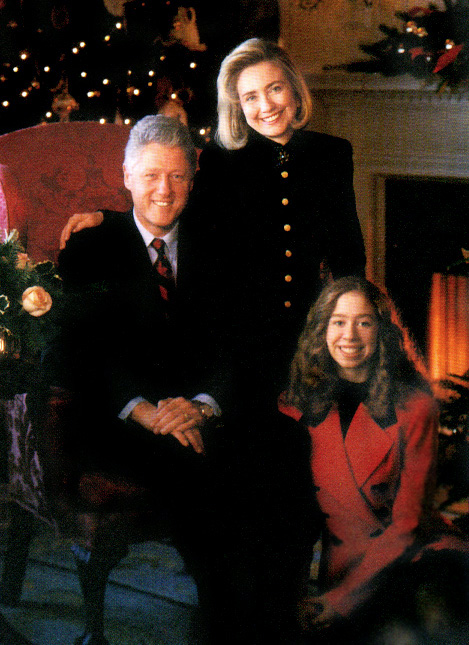
克林顿一家在白宫的合影，右一为童年时的切尔西·克林顿

- 1993年，在一个名为"Wayne's World"的小品中，由麥克·邁爾斯和达纳·卡维（英语：Dana Carvey）扮演的两个角色韦恩（Wayne）和加思（Garth），取笑了切尔西·克林顿（当时候任美国总统比尔·克林顿的女儿，时年12岁），称她长相丑陋，没法让男性“硬起来”（"Schwing!"）。两位演员和制作人洛恩·迈克尔斯随后道歉，这个玩笑在这段小品所有的重播版本中也均被删除。[271][272]
- 1994年2月19日，马丁·劳伦斯在开场独白中羞辱了节目对内容的审查，然后讲了一段极其下流的关于女性生理用品的玩笑，随后在所有重播版本中这个玩笑都被删去，并以一段旁白和插卡字幕代替。旁白中称被删去的部分“……是一段过于清晰露骨的描述，让我们差点丢了工作。”而劳伦斯之后也被节目封杀。[273][248][274]
- 1995年，节目播出了一段由杰·摩尔创作的关于一位爱尔兰酒保的小品。1995年4月15日的周六彩排时，摩尔被人带到制作人迈克尔斯面前，并播放了一段视频，视频中是喜剧演员瑞克·夏皮罗（英语：Rick Shapiro）在此前表演的内容相同的小品。摩尔在当时称并不知道这个小品的存在，但随后在他的回忆录中坦承自己逐字逐句剽窃了夏皮罗的作品。夏皮罗和经纪人起诉了节目组，双方最后达成秘密和解，而节目也在所有的重播中删掉了这个小品。[275]
- 1998年3月，罗伯特·斯密戈尔（英语：Robert Smigel）制作了一段关于阴谋论的短片，并在节目中播出。短片刻薄地指责了包括华特迪士尼、福克斯以及当时全国广播公司的持有者通用电气在内的多家公司，称它们垄断了媒体产业以操纵公众的思想并执行其不可告人的秘密行动。这段短片仅在该集节目直播时被播出一次，随后制片人迈克尔斯称这个短片“并不好笑”，然后在所有的重播版本中删去了这个短片。然而短片最终被收录进节目2006年发行的合集DVD《Saturday TV Funhouse》当中。[276]
- 2005年11月12日，节目播出了一个小品，其剧情中包含“在肛门处受孕”的片段，但在重播中被删去并以一段关于餐厅食物的音乐小品代替。[277][278]
- 2009年9月26日，珍妮·斯蕾特在加入节目组之后出演的首个小品中与克里斯汀·韦格和梅根·福克斯合作，三人表演的角色在小品中不断重复使用"freakin'"一词（"fuckin'"一词的委婉说法）。但是在表演中，斯蕾特一次意外说成了"fuckin'"，随后在西海岸的播出以及重播中这个瞬间被配上"freakin'"的声音掩盖。斯蕾特并未因此事故而被解雇。[279]
- 2012年12月15日，演员塞缪尔·杰克逊参加节目并在基南·汤普森（英语：Kenan Thompson）的小品《What Up With That?》中表演。他在小品中扮演一位在脱口秀当中因时间限制而被打断发言的嘉宾，在表演中说出了"fuck"和"bullshit"两个词。汤普森随即现场即兴发挥说道，“萨姆（塞缪尔·杰克逊的昵称），说这话可是要罚款的啊！”杰克逊后来声称当时并没有说出完整的"fuck"一词，而在说第二个脏字时按计划本应该被汤普森从中打断。[280][281]
- 2015年2月28日，节目播出了一个与极端恐怖组织“伊斯兰国”相关的小品。这段恶搞视频中，达科塔·约翰逊饰演一个即将加入“伊斯兰国”武装的女儿，泰伦·基勒姆饰演送她出征的父亲。这段恶搞视频的最后，父亲对前来的恐怖分子要求照顾好自己的女儿，凯尔·穆尼（英语：Kyle Mooney）饰演的恐怖分子则回复“美国去死吧！”（Death to America）。批评者认为以这样一个曾经斩首美国人质的恐怖组织开玩笑“并不妥当”，而且非常冒犯。他们称这个笑话“邪恶变态”，“不好笑”，“品味低劣”，认为节目组不尊重美国军人，要求NBC和节目组公开道歉。但相反意见指出这一笑话正是对“伊斯兰国”的讽刺批评，认为这个笑话不仅有趣，更是无情嘲弄了恐怖组织。基勒姆本人也称“嘲讽的自由正是我们最强大的武器”。NBC则并未对此发表意见。[282][283][284]

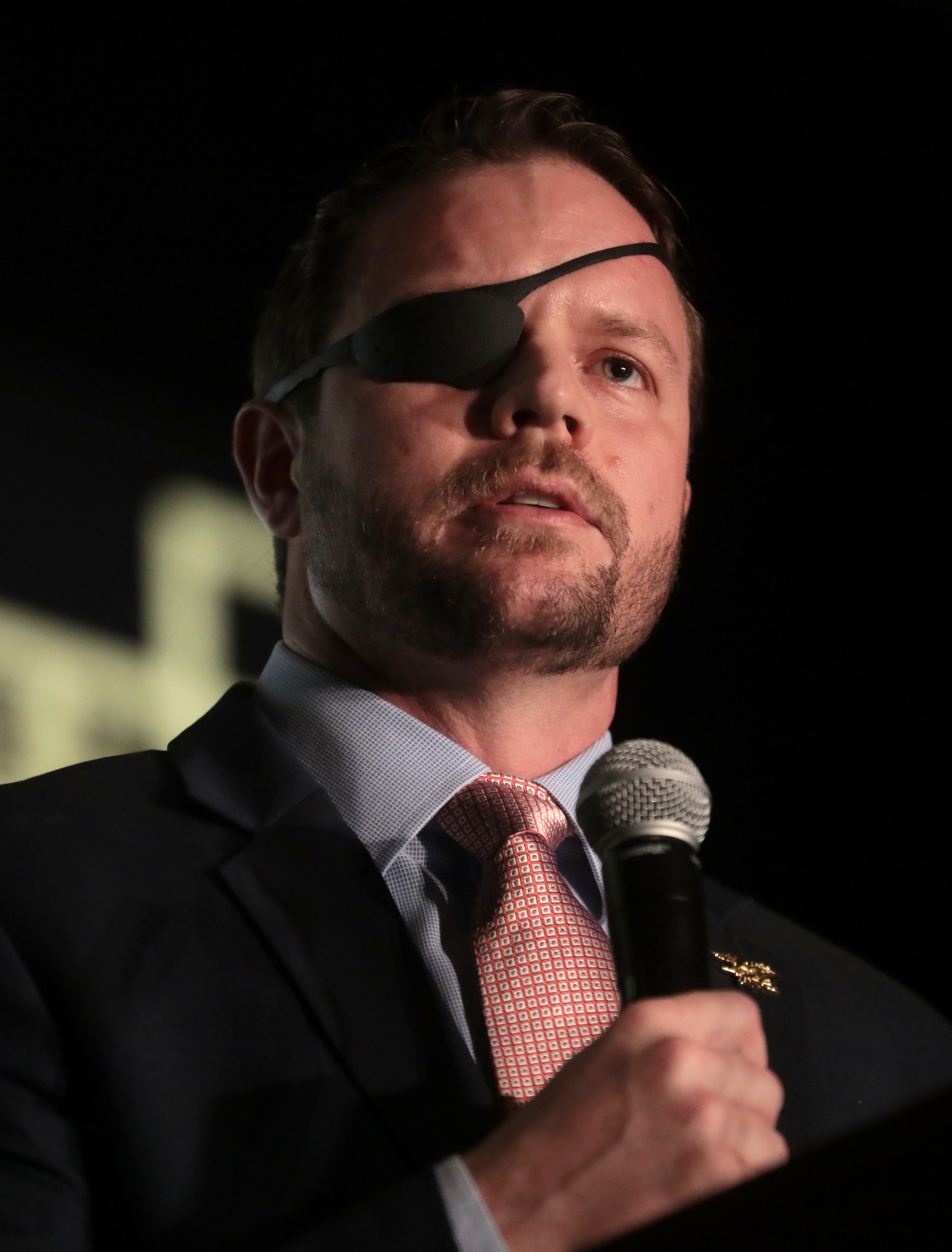
丹·克伦肖

- 2018年11月3日，节目常驻演员皮特·戴维森在《周末新闻播报》环节调侃了同年中期选举中共和党籍得克萨斯州第二国会选区联邦众议员候选人丹·克伦肖。克伦肖是海豹部队老兵，2012年在阿富汗执行任务时遭簡易爆炸裝置袭击而右眼失明，之后戴眼罩覆盖右眼。戴维森在节目中调侃戴着眼罩的克伦肖像“色情片中的杀手角色”，之后称“抱歉，我知道他失去眼睛是因为战争还是什么的。无所谓了。”这一言论遭到广泛的批评，公众指责这一笑话不尊重老兵。克伦肖本人回应称希望全国广播公司了解“老兵的伤疤不应该用作烂段子的笑料”。[285]11月7日，克伦肖当选众议员，在胜选演讲中调侃了《周六夜现场》，并在随后表示不需要逼节目组致歉。[286]他认为节目组和戴维森应当为老兵捐款做实事来表示真心的歉意。[287]随后一周的节目恰值老兵节，节目组邀请到克伦肖本人来到这一期的《周末新闻播报》，戴维森在直播中当面向他和公众致歉，称自己“做出了错误的选择”，克伦肖是“战争英雄”，“应该得到尊重”。克伦肖当场接受了道歉，用戴维森刚分手不久的前未婚妻爱莉安娜·格兰德的歌曲调侃戴维森，又以戴维森之前的形式反讽了他的外貌。两人在直播中握手言和，克伦肖还向戴维森在九一一事件中牺牲的消防员父亲致意，并告诫观众“永不忘记”老兵为国家做出的贡献。[288]双方的这一举动之后得到好评，被指表现了“真诚”和“团结”。[289]

## 脚注
1. ↑  电影或电视节目的开场方式之一，是指在片头及演职人员片头字幕开始显示之前不加任何介绍直接开始讲述故事。
2. ↑  字面义为“史威迪的球”，但与“流汗的睾丸”（""）谐音，节目中的小品正是利用这一谐音制造幽默效果。[235][236]

## 延伸阅读
- Cader, Michael (1994). Saturday Night Live: The First Twenty Years. Boston: Houghton Mifflin. ISBN 0-395-70895-8.
- Hill, Doug, and Jeff Weingrad (1986). Saturday Night: A Backstage History of Saturday Night Live. New York: Beech Tree Books. ISBN 0-688-05099-9.
- Streeter, Michael (2005). Nothing Lost Forever: The Films of Tom Schiller. New York: BearManor Media. ISBN 1-59393-032-1.